# Katrine Daugaard
Katrine Daugaard, née le 1er octobre 1981 à Copenhague (Danemark), est une femme politique danoise, membre de l'Alliance libérale.

## Biographie
Katrine Daugaard suit entre 2005 et 2012 des études de musique au conservatoire de musique du Danemark du Sud. Pendant et après ses études, elle occupe différents emplois de professeure de chant et de musique.
Engagée au sein de l'Alliance libérale, elle est élue députée au Folketing lors des élections législatives de novembre 2022. Après le scrutin, elle devient la porte-parole de son groupe parlementaire sur les questions sociales, la culture, et les affaires ecclésiastiques.